# Misja rekina
Misja rekina – amerykański telewizyjny film wojenny z 1991 roku. 

## Treść
Film jest rekonstrukcja rzeczywistych wydarzeń z okresu II wojny światowej. Opowiada o misji amerykańskiego okrętu USS Indianapolis, przewożącego części bomby atomowej, zrzuconej później na Hiroszimę. W drodze powrotnej okręt zostaje storpedowany i zatopiony przez japońską łódź podwodną. Załoga zatopionego okrętu ratowała się skacząc do wody w kamizelkach ratunkowych.  Większość marynarzy zginęła z zimna i wyczerpania, bądź padła ofiarą rekinów.
Dowództwo marynarki USA, nie chcąc przyznać się do popełnionych błędów, całą odpowiedzialnością za tragiczne wydarzenia obarczyło kapitana okrętu  Charlesa McVaya.

## Obsada
- Stacy Keach - kapitan Chareles McVay